# اوچ‌تپه (ملایر)
اوچ‌تپه، روستایی از توابع بخش مرکزی شهرستان ملایر در استان همدان است.

## جمعیت
این روستا در دهستان ترک شرقی قرار دارد و براساس سرشماری مرکز آمار ایران در سال ۱۳۹۵، جمعیت آن ۱۰۹۶ نفر (۳۱۷ خانوار) بوده‌است.
مردم روستای اوچ تپه به زبان  ترکی آذربایجانی تکلم می کنند 